# 塞浦路斯大众银行
塞浦路斯大众银行，为塞浦路斯第二大银行。该银行成立于1901年，总部位于首都尼科西亚。

## 历史
截至2012年9月，塞浦路斯大众银行贷款总量占国内的16%，存款总额占14.4%。2012年6月30日起，该银行84%股权由政府持有。
该银行在俄罗斯、乌克兰、罗马尼亚、塞尔维亚、英国设有分支机构。在中国北京设有办事处。